# Cangonamá
Cangonamá ist eine Ortschaft und eine Parroquia rural („ländliches Kirchspiel“) im Kanton Paltas der ecuadorianischen Provinz Loja. Die Parroquia besitzt eine Fläche von 44,1 km². Die Einwohnerzahl lag im Jahr 2010 bei 1271.

## Lage
Die Parroquia Cangonamá liegt am Westrand der Anden im Südwesten von Ecuador. Der 2020 m hoch gelegene Hauptort Cangonamá befindet sich 11 km nordnordwestlich des Kantonshauptortes Catacocha. 
Die Parroquia Cangonamá grenzt im Norden an die Parroquia Buenavista (Kanton Chaguarpamba), im Osten an die Parroquia San Antonio, im Süden an die Parroquias Yamana und Casanga sowie im Westen an die Parroquia Lauro Guerrero.

## Orte und Siedlungen
In der Parroquia gibt es neben dem Hauptort folgende Barrios:
- Angamasa
- Carmelo
- Chalanga
- Cebada
- Cruz de Huato
- Granadillo
- Guara
- Huato
- Jumarin
- Lando
- Piedra Blanca
- Piedra Sembrada
- Pitapuro
- Tunaspamba
- Yambila
- Yule

## Geschichte
Die Parroquia Cangonamá wurde am 29. Mai 1861 gegründet.